# Campeonato Caboverdiano de Futebol
Il Campeonato Caboverdiano de Futebol è la massima competizione calcistica di Capo Verde, istituita nel 1976, anno di indipendenza del paese dal Portogallo. Un campionato locale era comunque presente già a partire dal 1953.

## Formato
Il campionato è diviso in tre gironi nei quali sono ripartite, su base geografica, le 12 squadre partecipanti. Al termine della stagione regolare, le vincenti dei tre gironi e la miglior seconda giocano gli spareggi ad eliminazione diretta per il titolo nazionale.

## Storia
I primi tornei di calcio documentati a Capo Verde, seppur privi di carattere ufficiale, iniziarono nel 1938 ed erano inizialmente riservati alla sola isola di São Vicente. Il primo campionato ufficialmente riconosciuto nacque nel 1953, ancora sotto l'egida portoghese, e vide partecipare squadre provenienti da São Vicente e da Santiago. Il primo titolo, nell'edizione 1953, fu vinto dall'Académica do Mindelo.
In seguito all'indipendenza di Capo Verde, ottenuta nel 1976, anche le altre isole dell'arcipelago iniziarono a prendere parte al campionato. con il primo titolo di campione di Capo Verde vinto dalla Mindelense. Il campionato era strutturato come una serie di gironi, uno per ogni isola, che qualificavano la vincente alla fase finale. Nell'edizione del 1994 fu riorganizzato il torneo, modificando la divisione in soli tre gironi, che qualificavano le squadre ad un girone finale, mentre in alcune edizioni sul finire degli anni '90 il girone finale a sua volta decretava le qualificate ad un'ulteriore fase, strutturata come eliminazione diretta. Questa formula fu resa definitiva a partire dalla stagione 2003, con l'aggiunta della condizione secondo cui la squadra campione accedeva al campionato successivo direttamente dalla seconda fase, quella del girone unico.
A partire dalla stagione 2017, la federazione attua un'altra riforma del campionato: al campionato sono qualificati i campioni delle nove isole (la decima, Santa Luzia, è disabitata), mentre i campionati locali delle isole di Santiago e São Vicente qualificano due squadre, a queste si aggiunge inoltre la squadra campione in carica. La prima fase nazionale è quella dei tre gironi, che qualificano direttamente per la fase ad eliminazione diretta, eliminando il girone unico tra di essi.

## Albo d'oro 1953-1975
- 1953:  Académica do Mindelo
- 1954: Non disputato
- 1955: Non disputato
- 1956: Non disputato
- 1956:  Mindelense
- 1957: Non disputato
- 1958: Non disputato
- 1959: Non disputato
- 1960:  Mindelense
- 1961:  Mindelense
- 1962:  Mindelense
- 1963:  Mindelense
- 1964: Non disputato
- 1965:  Académica da Praia
- 1966:  Mindelense
- 1967:  Académica do Mindelo
- 1968:  Mindelense
- 1969:  Sporting Clube da Praia
- 1970: Non disputato
- 1971:  Mindelense
- 1972:  Travadores
- 1973:  Castilho
- 1974:  Travadores

### Vittorie per squadra (1953-1975)
| Squadra                 | Vittorie | Stagioni                                 |
| ----------------------- | -------- | ---------------------------------------- |
| Mindelense              | 7        | 1956, 1960, 1962, 1963, 1966, 1968, 1971 |
| Travadores              | 2        | 1972, 1974                               |
| Académica do Mindelo    | 2        | 1953, 1967                               |
| Sporting Clube da Praia | 2        | 1961, 1969                               |
| Académica da Praia      | 1        | 1965                                     |
| Castilho                | 1        | 1973                                     |

## Albo d'oro dal 1976
- 1976:  Mindelense
- 1977:  Mindelense
- 1978: Non disputato
- 1979: Non disputato
- 1980:  Botafogo São Filipe
- 1981:  Mindelense
- 1982: Non disputato
- 1983:  Académico Sal Rei
- 1984:  Derby
- 1985:  Sporting Clube da Praia
- 1986: Non disputato
- 1987:  Boavista Praia
- 1988:  Mindelense
- 1989:  Académica do Mindelo
- 1990:  Mindelense
- 1991:  Sporting Clube da Praia
- 1992:  Mindelense
- 1993:  Académica do Sal
- 1994:  Travadores
- 1995:  Boavista Praia
- 1996:  Travadores (Praia)
- 1997:  Sporting Clube da Praia
- 1998:  Mindelense
- 1999:  Amarantes
- 2000:  Derby
- 2001:  Onze Unidos
- 2002:  Sporting Clube da Praia
- 2003:  Académico do Aeroporto
- 2004:  Sal-Rei
- 2005:  Derby
- 2006:  Sporting Clube da Praia
- 2007:  Sporting Clube da Praia
- 2008:  Sporting Clube da Praia
- 2009:  Sporting Clube da Praia
- 2010:  Boavista Praia
- 2011:  Mindelense
- 2012:  Sporting Clube da Praia
- 2013:  Mindelense
- 2014:  Mindelense
- 2015:  Mindelense
- 2016:  Mindelense
- 2017:  Sporting Clube da Praia
- 2018:  Académica da Praia
- 2019:  Mindelense
- 2019:  Mindelense
- 2020: non disputato[1]
- 2021: non disputato[1]
- 2022:  Académica do Mindelo
- 2023:  Palmeira
- 2024:  Boavista Praia
- 2025:  Palmeira

### Vittorie per squadra (dal 1976)
| Squadra                 | Vittorie | Stagioni                                                                     |
| ----------------------- | -------- | ---------------------------------------------------------------------------- |
| Mindelense              | 13       | 1976, 1977, 1981, 1988, 1990, 1992, 1998, 2011, 2013, 2014, 2015, 2016, 2019 |
| Sporting Clube da Praia | 10       | 1985, 1991, 1997, 2002, 2006, 2007, 2008, 2009, 2012, 2017                   |
| Boavista Praia          | 4        | 1987, 1995, 2010, 2024                                                       |
| Derby                   | 3        | 1984, 2000, 2005                                                             |
| Académica do Mindelo    | 2        | 1989, 2022                                                                   |
| Travadores              | 2        | 1994, 1996                                                                   |
| Palmeira                | 2        | 2023, 2025                                                                   |
| Académico Sal Rei       | 1        | 1983                                                                         |
| Académico do Aeroporto  | 1        | 2003                                                                         |
| Académica do Sal        | 1        | 1993                                                                         |
| Amarantes (Mindelo)     | 1        | 1999                                                                         |
| Botafogo São Filipe     | 1        | 1980                                                                         |
| Onze Unidos             | 1        | 2001                                                                         |
| Sal-Rei                 | 1        | 2004                                                                         |
| Académica da Praia      | 1        | 2018                                                                         |

## Vittorie per isola
| Squadra     | Vittorie | Stagioni |
| ----------- | -------- | --- |
| São Vicente | 19       | 1976, 1977, 1981, 1984, 1988, 1989, 1990, 1992, 1998, 1999, 2000, 2005, 2011, 2013, 2014, 2015, 2016, 2019, 2022 |
| Santiago    | 17       | 1985, 1987, 1991, 1994, 1995, 1996, 1997, 2000, 2006, 2007, 2008, 2009, 2010, 2012, 2017, 2018, 2024             |
| Sal         | 2        | 1993, 2003 |
| Boa Vista   | 1        | 1983 |
| Fogo        | 1        | 1980 |
| Maio        | 1        | 1996 |